# Diplycosia
Diplycosia är ett släkte av ljungväxter. Diplycosia ingår i familjen ljungväxter.

## Dottertaxa tillDiplycosia, i alfabetisk ordning[1]
- Diplycosia abanii
- Diplycosia abscondita
- Diplycosia acuminata
- Diplycosia amboinensis
- Diplycosia annamensis
- Diplycosia aperta
- Diplycosia apiculifera
- Diplycosia apoensis
- Diplycosia atjehensis
- Diplycosia aurea
- Diplycosia barbigera
- Diplycosia bartolomei
- Diplycosia brachyantha
- Diplycosia capitata
- Diplycosia carrii
- Diplycosia caryophylloides
- Diplycosia caudatifolia
- Diplycosia celebensis
- Diplycosia chrysothrix
- Diplycosia ciliolata
- Diplycosia cinnabarina
- Diplycosia cinnamomifolia
- Diplycosia clementium
- Diplycosia commutata
- Diplycosia consobrina
- Diplycosia crassiramea
- Diplycosia crenulata
- Diplycosia discolor
- Diplycosia edulis
- Diplycosia elliptica
- Diplycosia ensifolia
- Diplycosia epiphytica
- Diplycosia filipes
- Diplycosia fimbriata
- Diplycosia glauciflora
- Diplycosia gracilipes
- Diplycosia haemantha
- Diplycosia heterophylla
- Diplycosia hirsuta
- Diplycosia hirtiflora
- Diplycosia kalmiifolia
- Diplycosia kemulensis
- Diplycosia kinabaluensis
- Diplycosia kjellbergii
- Diplycosia kosteri
- Diplycosia kostermansii
- Diplycosia lamii
- Diplycosia lancifolia
- Diplycosia lavandulifolia
- Diplycosia ledermannii
- Diplycosia lilianae
- Diplycosia loheri
- Diplycosia lorentzii
- Diplycosia lotungensis
- Diplycosia luzonica
- Diplycosia lysolepis
- Diplycosia malayana
- Diplycosia mantorii
- Diplycosia megabracteata
- Diplycosia memecyloides
- Diplycosia microphylla
- Diplycosia microsalicifolia
- Diplycosia minutiflora
- Diplycosia mogeana
- Diplycosia morobeensis
- Diplycosia muscicola
- Diplycosia myrtillus
- Diplycosia ngii
- Diplycosia orophila
- Diplycosia othmanii
- Diplycosia parvifolia
- Diplycosia pauciseta
- Diplycosia paulsmithii
- Diplycosia pendens
- Diplycosia penduliflora
- Diplycosia piceifolia
- Diplycosia pilosa
- Diplycosia pinifolia
- Diplycosia pittosporifolia
- Diplycosia pseudorufescens
- Diplycosia pubivertex
- Diplycosia punctulata
- Diplycosia retusa
- Diplycosia rhombica
- Diplycosia rosea
- Diplycosia rosmarinifolia
- Diplycosia rubella
- Diplycosia rubidiflora
- Diplycosia rufa
- Diplycosia rufescens
- Diplycosia rupicola
- Diplycosia sagittanthera
- Diplycosia salicifolia
- Diplycosia sanguinolenta
- Diplycosia saurauioides
- Diplycosia scabrida
- Diplycosia schramii
- Diplycosia schultzei
- Diplycosia setiloba
- Diplycosia setosa
- Diplycosia soror
- Diplycosia sphenophylla
- Diplycosia stellaris
- Diplycosia stenophylla
- Diplycosia subglobularis
- Diplycosia sumatrensis
- Diplycosia tetramera
- Diplycosia triangulanthera
- Diplycosia trinervia
- Diplycosia undata
- Diplycosia urceolata
- Diplycosia varians
- Diplycosia viridiflora